# Sinningia calcaria
Sinningia calcaria là một loài thực vật có hoa trong họ Tai voi. Loài này được (Dusén ex Malme) Chautems miêu tả khoa học đầu tiên năm 1990.